# Termoricezione
La termoricezione è il senso con cui un organismo percepisce le temperature. I dettagli di come funzionano i recettori di temperatura sono ancora in fase di studio. La ciliopatia è associata ad una diminuita capacità di percepire il calore, quindi le ciglia possono essere d'aiuto nel processo. Si ritiene che i canali del potenziale recettore transitorio (canali TRP) svolgano un ruolo in molte specie nella sensazione di caldo, freddo e dolore. I mammiferi hanno almeno due tipi di sensori: quelli che rilevano il calore (cioè temperature superiori alla temperatura corporea) e quelli che rilevano il freddo (cioè temperature al di sotto della temperatura corporea).

## Esempi

### Serpenti

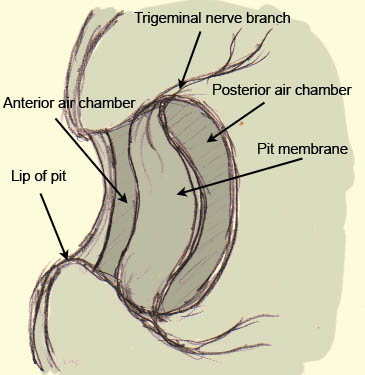
Diagramma dell'organo boccale di un serpente crotalino

Una forma particolarmente specializzata di termoricezione viene utilizzata dai serpenti delle famiglie Crotalinae (vipere dalle fossette) e Boidae (boa), che possono effettivamente vedere la radiazione infrarossa emessa da oggetti caldi. La faccia dei serpenti ha un paio di buchi, o fossette, allineati con sensori di temperatura. I sensori rilevano indirettamente la radiazione infrarossa per il suo effetto di riscaldamento sulla pelle all'interno della fossetta. Possono capire quale parte della fossetta è più calda, e quindi la direzione della fonte di calore, che potrebbe essere un animale da preda a sangue caldo. Combinando le informazioni di entrambe le fossette, il serpente può anche stimare la distanza dell'oggetto.

### Pipistrelli

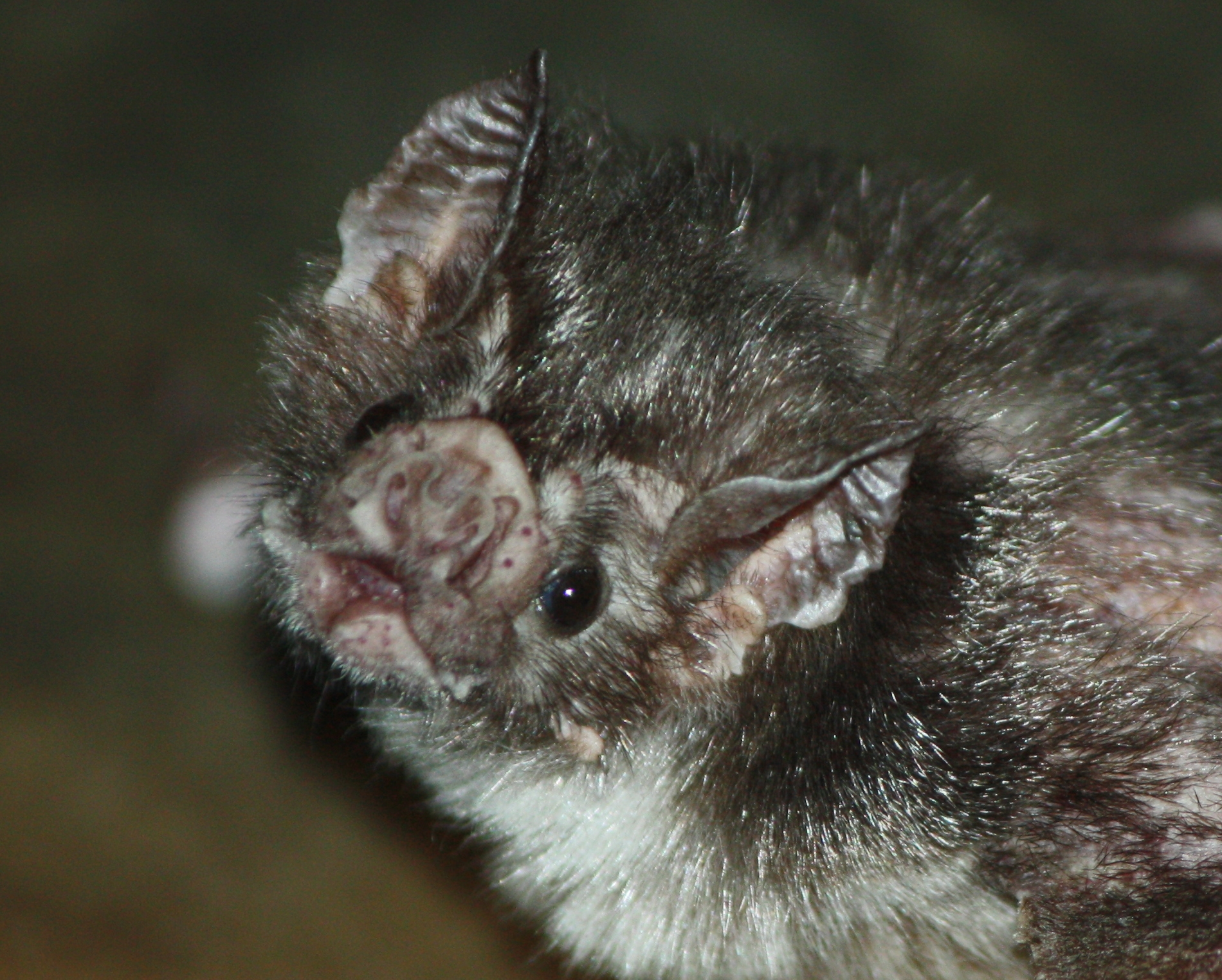
Naso termorecettore del vampiro vero di Azara

Il vampiro vero di Azara (pipistrello vampiro comune) ha sensori infrarossi specializzati nella sua foglia nasale. I pipistrelli vampiri sono gli unici mammiferi che si nutrono esclusivamente di sangue. Il senso infrarosso consente al Desmodus di localizzare gli animali omeotermici (a sangue caldo) (bovini, cavalli, mammiferi selvatici) in un intervallo di circa 10-15 cm. Questa percezione dell'infrarosso è probabilmente utilizzata per rilevare le regioni con il massimo flusso di sangue nella preda bersaglio.

### Altri casi

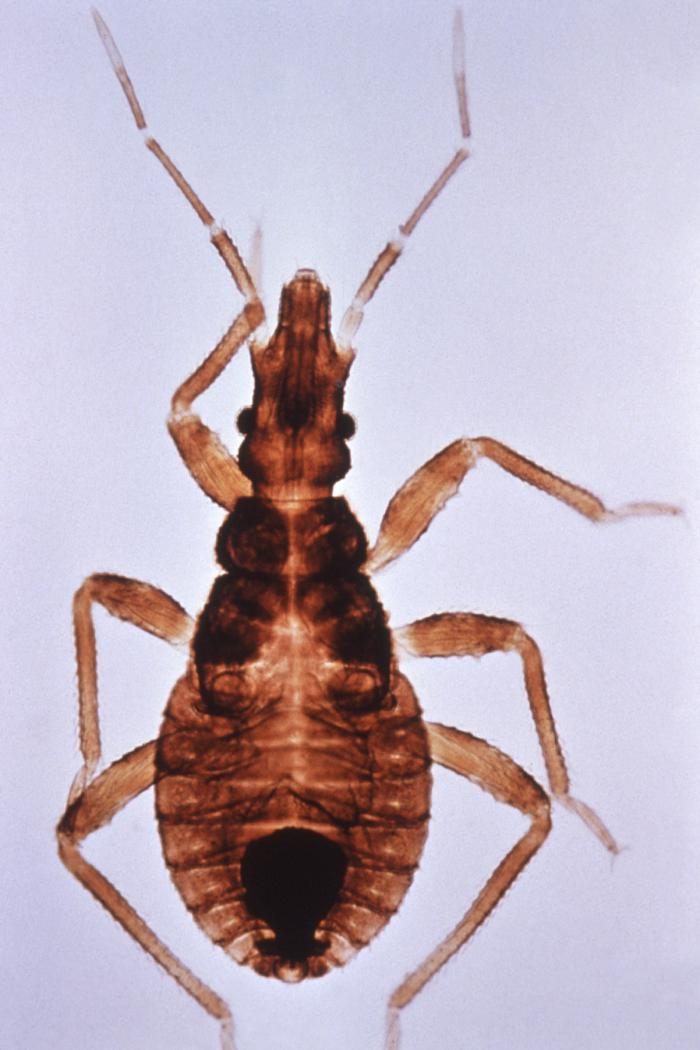
Ninfa di Triatoma infestans

Altri animali con rilevatori di calore specializzati sono i coleotteri che cercano gli incendi boschivi (Melanophila acuminata), che depongono le loro uova nelle conifere appena uccise dagli incendi boschivi. Le farfalle scure e pigmentate Pachliopta aristolochiae e Troides rhadamathus utilizzano rilevatori di calore specializzati per evitare danni mentre si crogiolano. Anche gli emitteri succhiasangue Triatoma infestans possono avere un organo di termoricezione specializzato.

### Nell'uomo

Struttura interna del midollo spinale

Negli esseri umani, la sensazione di temperatura dei termorecettori entra nel midollo spinale lungo gli assoni del tratto di Lissauer che fa una sinapsi su neuroni di secondo ordine nella sostanza grigia del corno posteriore. Gli assoni di questi neuroni di secondo ordine poi decussano, unendosi al tratto spinotalamico mentre ascendono ai neuroni nel nucleo posterolaterale ventrale del talamo. Uno studio del 2017 mostra che l'informazione termosensoriale passa al nucleo parabrachiale laterale piuttosto che al talamo e questo guida il comportamento termoregolatore.